# Otto Bickel

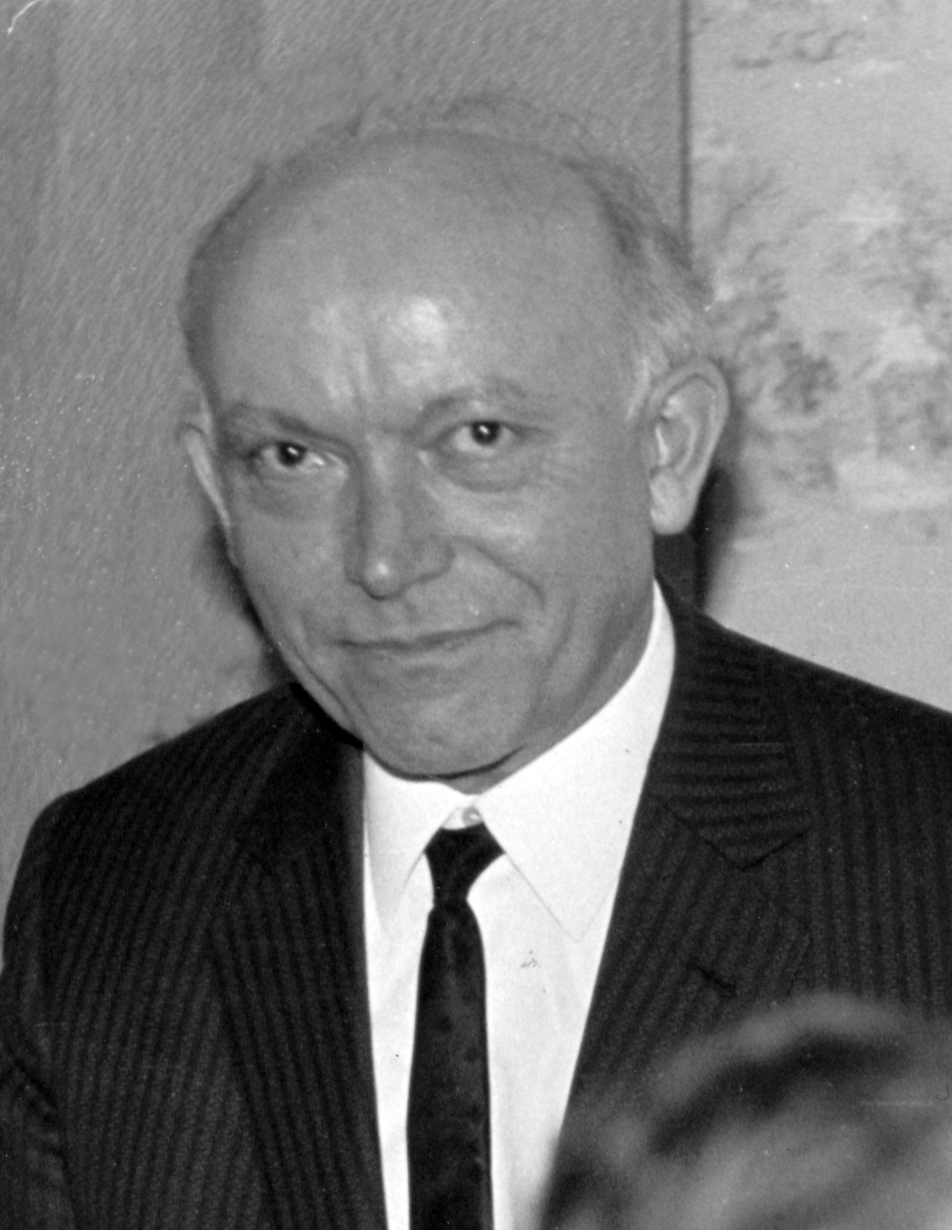
Otto Bickel 1966

Otto Heinrich Bickel (* 8. März 1913 in Rinklingen; † 27. Dezember 2003 ebenda) war ein deutscher Familien- und Heimatforscher.

## Leben
Otto Bickel wurde als fünftes und jüngstes Kind der Eheleute Heinrich Bickel, Landwirt und Eisenbahnarbeiter, und seiner Ehefrau Christine, geborene Zickwolf, in Rinklingen bei Bretten geboren. Seinem Lehrer Karl Ihrig und dem Ortspfarrer Bruno Goldschmit fiel der intelligente Junge besonders auf. Sie drängten die Eltern, den Knaben in die Oberschule nach Bretten zu geben. Die dadurch auf die Familie zukommenden finanziellen Belastungen konnten nur durch Sparsamkeit aller Familienmitglieder bewältigt werden. Besondere Förderung erfuhr der junge Otto Bickel durch seinen Mathematik- und Physiklehrer, Professor Josef Steuerle. Er war es auch, der den Heranwachsenden an die Erforschung der Heimat und der Familie heranführte. Schon als 16-Jähriger war Bickel gern gesehener Gast im Generallandesarchiv in Karlsruhe. Nach dem glänzend bestandenen Abitur im Jahre 1932 finanzierte Steuerle einige Reisen mit der Auflage, die Vorfahren der Familie Steuerle zu eruieren. Sehr gerne hätte Otto Bickel Geschichte studiert, aber die finanziellen Möglichkeiten boten sich nicht. Auch verhinderte die grassierende Arbeitslosigkeit in Deutschland die Aufnahme einer Berufsausbildung. So nahm er im Jahre 1934 eine unbezahlte Volontärtätigkeit an der Universitätsbibliothek in Heidelberg auf. 1935 wurde er als Finanzgehilfe beim Badischen Finanzministerium eingestellt, wo er 1938 die Inspektorenprüfung ablegte.
1939 wurde Otto Bickel in den Kriegsdienst einberufen. Im Laufe des Krieges war er in einer Flakeinheit u. a. im Ruhrgebiet eingesetzt. Nach seiner Rückkehr aus dem Krieg heiratete er 1947 Elsbeth Groll, mit der er drei Kinder hatte, darunter der Musikpädagoge Wolfhard Bickel.
Als Folge der Veröffentlichung der Ortsgeschichte von Rinklingen im Jahre 1969 wurde Otto Bickel die Ehrenbürgerwürde seiner Heimatgemeinde verliehen. Für seine Verdienste wurde Otto Bickel im Jahre 1986 das Bundesverdienstkreuz am Bande verliehen. Außerdem wurde ihm 1993 die Medaille „Für Verdienste um die Heimat Baden-Württemberg“ überreicht.

## Ehrungen
- 1969: Verleihung der Ehrenbürgerwürde der Gemeinde Rinklingen
- 1986: Bundesverdienstkreuz am Bande
- 1993: Heimatmedaille des Landes Baden-Württemberg

## Werke
Erste Erfolge seiner Forschertätigkeiten waren ab dem Jahre 1933 Veröffentlichungen zu Themen wie „Die Zünfte im Oberamt Bretten“, „Schweizerische Einwanderungen in Rinklingen“, „Die Studierenden des ehem. Amtsbezirks Bretten auf der Universität Heidelberg“ oder „Wiesenbau und Wässerungswesen am Saalbach“ in diversen Zeitschriften.

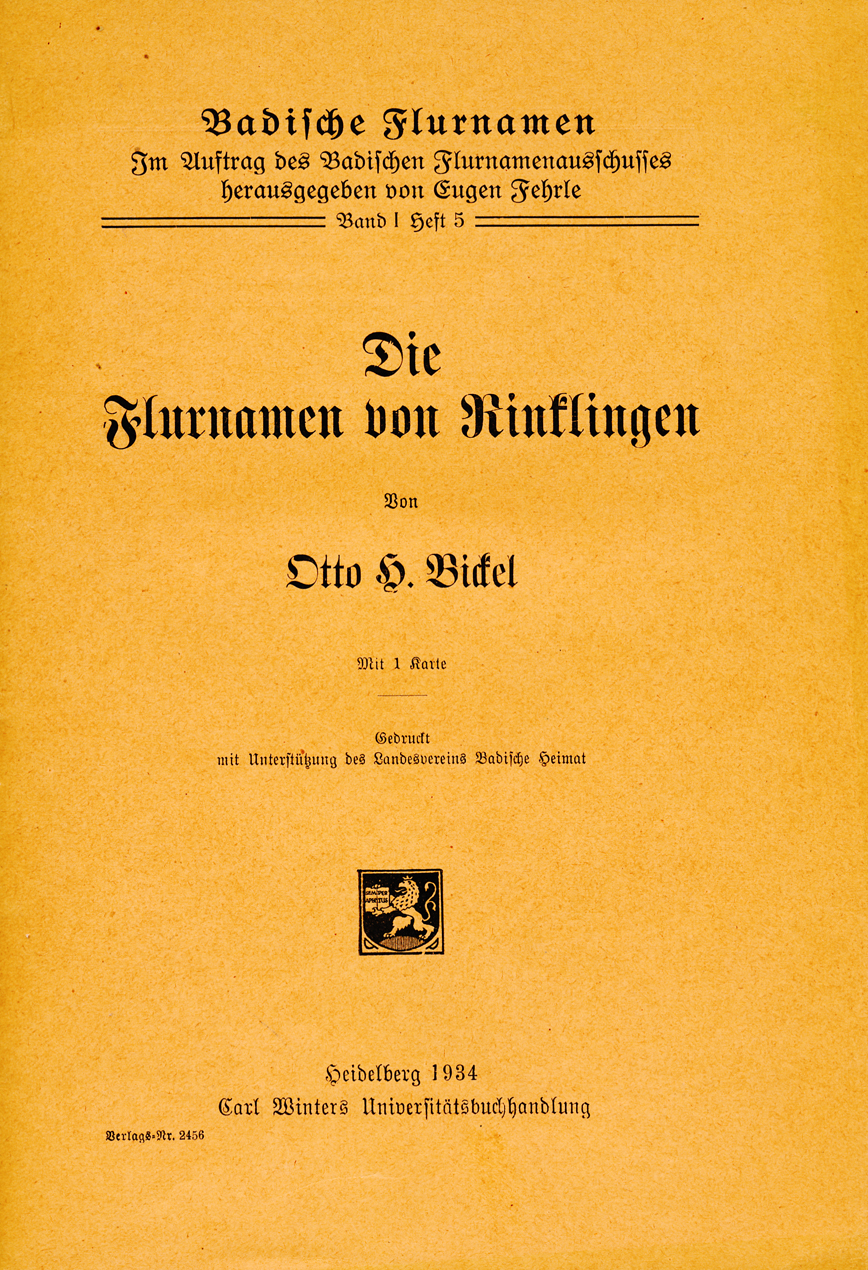
Flurnamen Rinklingen

Eine erste größere Publikation konnte er 1934 mit Die Flurnamen von Rinklingen in der Reihe Badische Flurnamen präsentieren.
Schon 1935 stellte er die Abhandlung Die Stammfolge Gropp fertig, welche 1938 im 2. badischen Band des Deutschen Geschlechterbuchs (Bd. 101) veröffentlicht wurde.
1950 veröffentlichte Otto Bickel zusammen mit seinem Bruder Willy das Kraichgauer Bickel-Buch im Selbstverlag. Diese Familiengeschichte listet u. a. in einer Stammfolge, ausgehend vom ältesten Vorfahren Hans Bickel, der 1642 als Wirt in Diedelsheim wirkte, dessen Nachkommen bis in die Gegenwart auf.
In den Jahren 1957 bis 1970 fertigte er einige hundert Dias seiner Heimatgemeinde an, um damit der Nachwelt ein Zeitdokument zu hinterlassen. In der Folgezeit veröffentlichte er zu dieser Thematik mehrere Aufsätze, u. a. in den Zeitschriften Badische Heimat (1959) und in der Zeitschrift Photoblätter (1966). 1964 hielt er einen Vortrag im Rundfunk: „Das Bild unserer Heimat“. Mehr als 1000 Dias fertigte er von der Stadt Bretten, welche er 1967 dem damaligen Oberbürgermeister überreichte.
1964 veröffentlichte er, ebenfalls zusammen mit seinem Bruder Willy, die Zwei Kraichgauer Bickel-Ahnentafeln, eine umfassende illustrierte Vorfahrengeschichte.
1969 veröffentlichte er Rinklingen, Ein Kraichgaudorf in Vergangenheit und Gegenwart, eine umfangreiche Ortsgeschichte seiner Heimatgemeinde.
Mehrfach erschienen von ihm Beiträge in der Reihe Brettener Jahrbuch für Kultur und Geschichte zu Themen wie „Wolfhard Heinrich Möller und seine Zeit“ (1960), „Scharfrichter im Oberamt Bretten“ (1960), „Die Auswanderungen aus Bretten und Umgebung im 19. Jahrhundert“ (1964), „Streifzug durch die Geschichte der Bevölkerung des Kraichgaus“ (1967).
Als Verfasser mehrerer Ortsgeschichten von Brettener Teilorten (Bauerbach – zusammen mit seinem Bruder Willy, Dürrenbüchig, Ruit, Diedelsheim) machte sich Otto Bickel einen besonderen Namen. Seine umfangreichste Ortsgeschichte legte er 1993 mit dem Buch Remchingen, Geschichte seiner Ortsteile und der Adelsfamilie dieses Namens vor.